# 千葉市警察部
千葉市警察部（ちばしけいさつぶ）は、千葉県警察が警察法第52条に基づき千葉市に設置している部門（市警察部）。同条では「指定市の区域内における道府県警察本部の事務を分掌させるため、当該指定市の区域に市警察部を置く。」と定められており、政令指定都市である千葉市に設置されている。そのため、千葉市の組織ではない。部長は警視。

## 設置目的
政令指定都市である千葉市と、市内の5警察署との連絡・調整。警察署間の事務に係る総合的企画。
市内の警察署（建制順）
- 千葉中央警察署
- 千葉東警察署
- 千葉西警察署
- 千葉南警察署
- 千葉北警察署

## 所在地
千葉市中央区

## 組織
- 総務課
- 企画調整課